# 国际制裁
国际制裁（英語：International sanctions）是指出于像是發動戰爭或違反民主、自由之普世價值等理由，由數個主權國家或国际组织對一個或以上目標國家、政治實體發起的抵制行動，是外交手段的一種。常見的制裁種類包括外交制裁、經濟制裁和体育制裁等。

## 制裁方式

### 外交制裁
外交制裁通常是一主權國家採取傳統的外交手法來對付他國，以維護本國的尊嚴，或者公開表示本國政府的不滿，是一種限縮於外交領域的國家行為。常見的手段如召回大使、驱逐出境、關閉對方使領館、降低或甚至斷絕外交關係，以及像是凍結個別重要人物的海外資產等等。如果是國際間的聯合制裁，還有可能將制裁對象踢出国际组织，或者凍結會籍、限制其會員權利等。例如2014年俄羅斯併吞克里米亞後，俄罗斯即遭到八大工業國組織剔除資格。

### 經濟制裁
除外交制裁外，經濟制裁亦是常用的手段之一，透過限制商品進口、增加关税等貿易戰，或停止輸出戰略物資、能源供應等經濟面向的懲罰措施，針對破坏国际法或違反条约的目標國家、政治實體削弱其经济实力，並透過造成目標國家的經濟受損試圖動搖其政權的正當性。经济制裁最初僅是战争的一种辅助性手段，其目的是為了減低敌国的作战能力；然而20世紀後全球化盛行，各國之間的經貿關係多半緊密連結，因此逐漸轉變為主要的制裁手段，而且制裁的同時也容易傷到自身的經濟，不太可能有單方面受損的效果，所以不能一次造成明顯打擊。
經濟制裁可能造成規模不等的傷害，嚴重的話可能導致目標國的法定貨幣貶值、通货膨胀、失業率飆升等問題，甚至引發擠兌、移民潮等現象，對目標國的整體經濟造成永久性損傷，但如果對象比如中俄這種大的經濟體，制裁影響其實可以吸收掉。2022年俄羅斯入侵烏克蘭之後，在西方世界的主導下通過將俄罗斯逐出环球银行金融电信协会（SWIFT）系統，被視為是21世紀以來最嚴厲的制裁手段，但即使如此效果仍十分有限，甚至一些專制小國也仍舊我行我素，學者認為，應該說更多這是一種政治表態，如果這樣理解會比較正確，著重長期低增長的弱化對手效果，以及作為一種談判手段來使用，這並非立刻有感的一種手段。

### 體育制裁
運動制裁被視作是心理战的一環，旨在粉碎目標國家人民的士氣，其手段由重至輕如下：
- 完全剝奪運動員參加國際賽事的資格（例如2022年温布尔登网球锦标赛直接禁止俄罗斯與白羅斯籍選手參賽）
- 該國運動員只能以中立身分參賽（例如2020年東京奥運俄羅斯即因禁藥風波被禁止以國家名義出賽）
- 可以以自己國家國旗參賽，但由各單項體育協會決定
- 剝奪目標國體育賽事主辦權
- 領導人或使節拒絕出席體育賽事的開幕式及閉幕式活動（例如2022年北京冬奥外交抵制行動）

1992年至1995年期間，聯合國安理會通過第757號決議，頒布對塞爾維亞和黑山的體育制裁，導致了他們被立刻剝奪1992年歐洲國家盃及1992年夏季奧林匹克運動會的參賽資格，也是目前唯一一個體育參賽資格被联合国剝奪的例子。但此舉是因為他們政府的行為導致他們的參賽權被扯下來也是非常爭議的，因為可能造成很多後果。所以此後沒人敢主張，因此被認為是制裁的最後手段。
但也不是意味着有強大政治影響力的國家就可以逃過的制裁，體育制裁也不會只有這種國際制裁方式來訴諸，也有為了維護比賽公平而做出，例如2015年起俄羅斯因為涉及嚴重的禁藥醜聞，遭到剝奪多項賽事參賽資格及主辦權。對於俄羅斯而言，認為他們行為是將「体育政治化」。